# Megophrys damrei
Megophrys damrei (Mahony, 2011), es una especie de anfibio anuro de la familia Megophryidae.

## Descripción
Especie de tamaño mediano y cuerpo robusto; la hembra mide 69.1 mm de longitud. Cabeza grande, ojos más grandes que el tímpano, sin apéndice rostral. Brazos y piernas delgados y largos; dedos y dedos del pie largos, sin discos ni tubérculos. Carece de membranas interdigitales, pero presenta una ligera expansión en las puntas de los dedos y una verruga metatarsal interna poco visible.

## Distribución geográfica yhábitat
Es endémica del sur de Camboya. Su rango altitudinal oscila alrededor de 1000 m s. n. m..